# Département de Kobenni

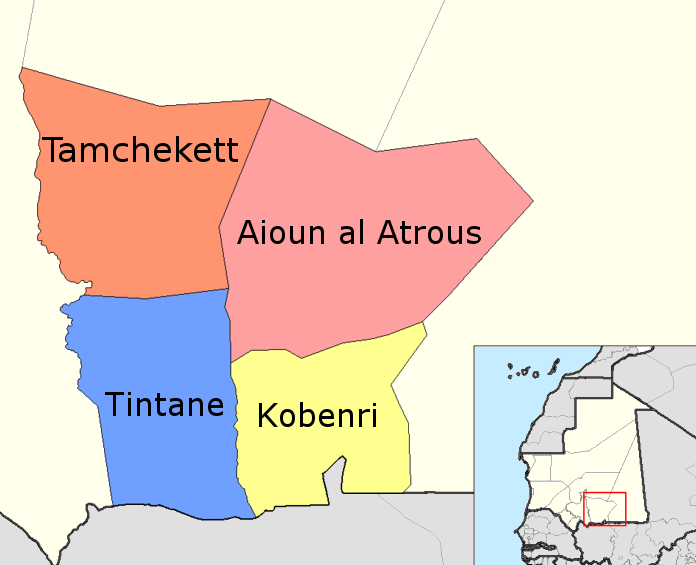
Les départements de Hodh El Gharbi : Kobenni au sud-est

Le département de Kobenni est l'un des quatre départements (appelés officiellement Moughataa) de la région de Hodh El Gharbi en Mauritanie.

## Liste des communes du département
Le département de Kobenni est constitué de sept communes :
- Ghil Ehl Beye
- Gougui Ehl Zemal
- Hassi Ehl Ahmed Bechne
- Kobenni
- Modibougou
- Timzine
- Voulaniya

En 2000, l'ensemble de la population du département de Kobenni regroupe un total de 71 440 habitants (34 328 hommes et 37 112 femmes).